# Нул
Нул (осет. Нул, груз. ნული Нули) — территория бывшего села в Закавказье к западу от Цхинвала. Согласно административно-территориальному делению Южной Осетии, фактически контролирующей территорию, расположено в Знаурском районе, согласно (формальному) административно-территориальному делению Грузии — в Горийском муниципалитете.

## География
Расположено на реке Проне Восточная на юго-востоке Знаурского района в грузинонаселённом анклаве Авневи (Аунеу) — Нули к западу от осетинского сёла Хетагурово.

## Население
По переписи 1989 года из 426 жителей грузины составили 94 % (400 чел.), осетины — 6 % (26 чел.). Затем, после событий в начале 1990-х гг., село до войны в августе 2008 года сохраняло основную долю в населении за грузинами.
По переписи 2002 года (проведённой властями Грузии, контролировавшей часть Знаурского района на момент проведения переписи) в селе жило 507 человек, в том числе грузины — 94 % от всего населения.
Накануне войны 2008 года грузинское население было эвакуировано в собственно Грузию, а после часть их домов без контроля МВД РЮО была сожжена.

## История
Территория известна как резиденция обособленной с 1511 года ветви грузинской царской династии Багратионов, князей Давитишвили. Территория представляла собой центр их удельного княжества, известного как Садавитишвило (удел Давитишвили), по крайней мере встречающихся в грузинских записях с 1596 года. Род непосредственно входил в часть более крупного княжества - Саамилахоро, которым управляли картлийские князья Амилахвари.
В составленных в 1799 г. царевичем Иоанном Багратиони (сыном царя Георгия XII) в списках грузинских князей и дворян указано, что:
В ущелье цхинвальской реки, в долине Нули, проживают тавади Давитишвили, и есть они фамилии Багратиони.
Неподалеку от села находилась одноименная крепость, который управлял княжеский род Багратиони-Давитишвили. Была значительно повреждена в ходе войны 2008 года.
С 1992 года находилось в зоне контроля Грузии наряду с селом Аунеу.
На момент начала войны 2008 года было заселено грузинами и контролировалось Грузией. 
Согласно осетинским СМИ, 6 августа осетинские силы отбили атаку грузинских сил, уничтожив один БТР и несколько грузинских солдат.
Согласно осетинским СМИ, 7 августа в районе села концентрировались грузинские войска и военная техника, которые обменивались обстрелами с соседним осетинским селом Хетагурово и вскоре начали наступление через него на Цхинвал. 7 августа осетинские власти объявили, что соседние осетинские сёла (Хетагурово и Дменис)  были уничтожены грузинскими войсками, однако, по словам Юлии Латыниной, приехавшие туда журналисты не нашли существенных разрушений, но обнаружило пылающим село Нули. Культурный памятник, Нулинский замок, был уничтожен.
После Августа 2008 года территория бывшего селения контролируется властями РЮО.

## Топографические карты
- Лист карты K-38-64 Цхинвали. Масштаб: 1 : 100 000. Состояние местности на 1987 год. Издание 1989 г.